# 她和他的女兒
《她和他的女兒》（法語：Les enfants des autres）是一部2022年法國劇情片，導演是蕾貝卡·斯洛托維斯基，由薇吉妮·愛菲亞、洛契迪·森姆、齊雅拉·馬斯楚安尼、卡莉費雷拉岡卡維斯等演員主演。這部電影描述一名女性展開新戀情，並與伴侶的女兒建立了親密關聯，然而想重新建立一個新家庭卻十分困難。
2022年9月4日於第79屆威尼斯影展全球首映，並進入競賽單元角逐金獅獎。2022年9月21日於法國當地上映。

## 劇情簡介
40歲的瑞秋是一名高中老師，對自己的生活相當滿意。她在社區的吉他班和迷人的阿里相識，並陷入熱戀，阿里的四歲女兒萊拉也開始進入她的生活。在一次次的相處後，瑞秋很快地就像愛自己的孩子一般愛她；但她也意識到這段關係隱藏著風險——對於年幼的萊拉來說，瑞秋終究無法替代她的親生母親愛麗絲。瑞秋不願自己只能作為萊拉身邊的「臨時演員」，同時因為年齡的關係，她想擁有自己孩子的渴望，也似乎越來越難以實現...
《她和他的女兒》是著名導演兼編劇蕾貝卡·斯洛托維斯基（《美麗的刺》、《愛慾來襲時》等）的第五部長片作品，她從自身經驗中汲取靈感，細膩的描繪出瑞秋（薇吉妮愛菲亞）的情感軌跡。這部電影以客觀角度展現社會給予中年女性的無形壓力，除此之外，既讓人感受到浪漫戀情綻放的溫柔，也對「構成家庭關係」的元素有著刻入人心的真實見解。
蕾貝卡斯洛托維斯基也訪談中提到，她希望這部電影能鼓勵女性超越自己的內在極限「建立家庭與生物學的理論無關，是因為我們的意志才去創造、去建立。」

## 演員列表
- 薇吉妮愛菲亞 飾 瑞秋 40歲的高中教師。母親很早就過世，和父親、妹妹相處融洽，擁有自己的充實單身生活。在社區的吉他班上和單親爸爸阿里相遇，兩人陷入熱戀。
- 洛契迪·森姆 飾 阿里 職業為汽車設計師，是獨力扶養一名4歲女兒的單親爸爸。和前妻愛麗絲仍有來往，相當寵愛獨生女萊拉，願意為她付出一切。
- 齊雅拉馬斯楚安尼 飾愛麗絲 阿里的前妻，萊拉的親生母親。因某些因素和阿里離婚，但每週仍會去接送上才藝班的萊拉，母女感情也相當好，並沒有因為離婚而有太多改變。
- 卡莉費雷拉岡卡維斯 飾 萊拉 阿里和愛麗絲的獨生女。不討厭爸爸女朋友 (瑞秋) 的存在，但最愛的仍是親生媽媽愛麗絲。
- 雅美·寇楚 飾 盧娜：瑞秋的妹妹。
- 亨利·諾爾·塔巴里 飾 文森特：瑞秋在學校的同事，曾多次對瑞秋示好。
- 維克多·勒費弗爾 飾 狄倫：學校的問題學生，瑞秋仍盡自己所能給予幫助。
- 塞巴斯蒂安·普德鲁 飾 保羅
- 米歇爾·斯洛托維斯基 飾 瑞秋的父親
- 佛雷德里克·懷斯曼 飾 魏斯曼醫生

## 製作過程
《她和他的女兒》是法國導演兼編劇蕾貝卡·斯洛托維斯基的第五部長片。據說這部作品的靈感來自於她和導演賈克·歐迪亞的關係。 
她讓薇吉妮·愛菲亞、洛契迪·森姆、齊雅拉馬斯楚安尼、卡莉費雷拉岡卡維斯等演員擔任電影中的關鍵角色。
導演在2019年時便曾與洛契迪·森姆合作過電視劇《野蠻人》。在一次的採訪中，洛契迪·森姆注意到了導演蕾貝卡斯洛托維斯基的女性凝視目光，讓他想起電影中薇吉妮·愛菲亞所飾演的瑞秋，一邊抽菸、一邊看著他的角色阿里淋浴的場景。「我是在電影院、電視機的陪伴下長大的，這個存在本身95%都是男性所構成。理所當然的父權環境對我產生了影響，但這種情況正在日漸改善。我在我兒子這個年紀的孩子身上注意到了這一點。」 
本片由 Les Films Velvet 製片，弗雷德里克·約夫擔任監製人，他也是導演蕾貝卡·斯洛托維斯基先前所有長片作品的監製人。 法國電視三台 則擔任聯合製片。
攝影為喬治·勒查普瓦(George Lechaptois) ，並由杰拉爾丁·曼吉諾 (Géraldine Mangenot) 剪輯，蕾貝卡在2019年時便曾與他們合作過長片作品《浪蕩假期(An Easy Girl 》。電影配樂則由羅布·庫德 (Robin Coudert) 負責。 

## 電影發行
這部電影於 2022年9月4日第79屆威尼斯影展進行全球首映，並進入競賽單元角逐金獅獎。2022年9月8日在第47屆多倫多國際電影節【特別放映】單元中進行北美首映，接著於2022年9月21日於法國當地戲院上映。
2022年10月9號在第27屆釜山國際電影節【世界電影】單元中放映。2022年11月入選第53屆印度國際影展【焦點國家】單元。2022年12月受邀參加2023年1月19日至1月29日舉行的2023日舞影展（Sundance Film Festival ）【聚光燈】單元。2023年初榮獲第28屆盧米埃獎最佳女主角，另有最佳影片、最佳導演、最佳原創劇本等三個獎項同時入圍。
2023年入選第25屆台北電影節【電影萬物論】單元，電影節於2023年6月22日至7月8日舉行。並於2023年7月21日於台灣當地戲院上映。

## 相關評論
在電影評論網站爛番茄上《她和他的女兒》在49則評論中得到92%的正面好評，平均分數為7.4/40。「《她和他的女兒》巧妙地探索了超越傳統生物界限的母親角色，並以幽默十足的方式傳達發人省思的真相。」
在評論網站 Metacritic上則獲得18則評論，拿下 79 分（满分 100 分），平均表現為【整體好評】 。
AlloCiné 有36則觀影評論， 綜合評分為 4.1/5，表現為【平均好評】。 
《Variety》雜誌給出以下評論：「蕾貝卡·斯洛托維斯基的原創劇本靈巧而富有洞察力，敏銳地反映了一句無心之言、一句尖銳耳語，對一個人所帶來的情感影響。以及社會中晉升為父母之人，對沒有孩子的同齡人無意中展現的冒犯言行。」
獨立一線（IndieWire）給這部電影的評分為B+，並形容：「簡單來說，《她和他的女兒》能帶給人一種愉快舒適的法式氛圍。」

## 獲獎紀錄
| 年分   | 獎項             | 類別         | 入圍者             | 结果 | 備註   |
| ------ | ---------------- | ------------ | ------------------ | ---- | ------ |
| 2022年 | 第79屆威尼斯影展 | 金獅獎       | 她和他的女兒       | 提名 | [ 19 ] |
| 2023年 | 盧米埃獎         | 最佳影片     | 她和他的女兒       | 提名 | [ 20 ] |
| 2023年 | 盧米埃獎         | 最佳導演     | 蕾貝卡斯洛托維斯基 | 提名 | [ 20 ] |
| 2023年 | 盧米埃獎         | 最佳原創劇本 | 蕾貝卡斯洛托維斯基 | 提名 | [ 20 ] |
| 2023年 | 盧米埃獎         | 最佳女主角   | 薇吉妮愛菲亞       | 獲獎 | [ 20 ] |